# Lama (počítačový žargon)
Lama je český termín používaný na Internetu a v počítačích, vychází z anglického slova lamer (lame = chromý). Výraz je pejorativní až hanlivý, označuje neschopného nešikovného uživatele, který zcela neumí pracovat s počítačem (popř. s nainstalovanými programy), a ještě s tím obtěžuje a zdržuje ostatní uživatele.

## Historie výrazu lamer
Tento výraz pochází ze skateboardingu, kde označoval člověka schopného přivodit těžká zranění sobě i okolí (lame = chromý).
Do počítačového prostředí se mohl dostat s příchodem BBS, kde někteří uživatelé mohli používat skateboardový slang pro označení uživatele neschopného nebo obtěžujícího ostatní. První užití může sahat do dob počítačů Apple II a TRS-80.
V subkultuře uživatelů domácích počítačů Commodore 64, Amiga, Atari ST v 80. letech bylo lamer standardní označení uživatele, jehož schopnosti zdaleka neodpovídají jeho chvástání. 
Z tohoto prostředí se termín přirozeně přenesl do internetové a počítačové komunikace, kde se jím označují osoby, které neumějí hrát počítačové hry nebo neumějí zacházet s nějakým softwarem nebo hardwarem, případně s internetovou službou.

## Historie v češtině
I v českém prostředí se běžně používá lamer. Kdy se objevilo počeštění na lama, není jasné, slovní hříčka asociující lamu jako hloupé nákladní zvíře rozšíření pomohla (obdobně jako vůl nebo osel). Nicméně z tohoto rozšíření těží i samotná zvířata, která mají v zoo díky komunitám „jsme tu i pro lamy“ vždy o sponzory postaráno.[zdroj⁠?!]

## Současnost
Dnes je tento výraz používán pro:
- začátečníka,
- uživatele obtěžujícího zkušenější začátečnickými dotazy,
- často sebekriticky, např. „Já jsem lama!“ uživatelem, který provedl nepřehlédnutelnou chybu, např. v zapojení hardwaru nebo tvorbě programu,
- počítačového hráče týmových her škodícího vlastnímu týmu úmyslně (tzv. teamkilling) nebo svou nezkušeností (např. tím, že stojí ve dveřích a brání ostatním projít),
- uživatele, který předstírá, že je hackerem, ale jeho znalosti tomu hrubě neodpovídají.

## Příbuzné termíny
- Lama
  - Vylamit (někoho) – např. v síťových hrách = někoho snadno zabít (jako lamera), nebo si na něm něco dokázat (veřejně ho ponížit), také uznání: „Ten ho ale vylamil.“
  - Vylamit (sebe) – např.: „To jsem se vylamil.“ – uznání – „To jsem zkazil“, „pustil jsem to příliš snadno“, „to jsem se vysekal“.
  - Vylamit (něco) = pokazit.
- V prvních dvou významech je téměř synonymem další slovo z počítačového žargonu – BFU.
- V angličtině loser, v českém prostředí občas i jako lúzr.
  - Z toho LUser = složenina slov loser a user (uživatel).
- Power user – Nadšenec, který si myslí že něco umí (což je také pravda, ale pořádně neví, „co to dělá“), dostane se tedy hlouběji do nastavení (kam se BFU neprokliká) a nevědomky začne škodit tam.[zdroj?]
- Noob – podobné označení jako lama.
- BFU – české označení pro lamery, někdy také Běžný Franta Uživatel.
- RTFM = AJ: Read The Fucking Manual – ČJ: Přečti si ten blbej manuál – Odpověď na triviální otázky, které se dají například snadno vygooglit.
- UTFG = AJ: Use The Fucking (někdy též Friendly) Google – ČJ: Použij ten blbej Gůgl – jiná zkratka pro triviální dotazy, které lze snadno vygooglit.